# Флаг Сиднея
Флаг Сиднея (англ. Flag of Sydney) – один из официальных символов города Сиднея.

## Описание
Согласно веб-сайту города Сидней:
В левом верхнем углу изображён герб Томаса Таунсенда, виконта Сиднея, в честь которого был назван город.
Английский военно-морской флаг в центре напоминает о роли, которую Артур Филлип сыграл в основании Сиднея.
Красный крест наложен на земной шар и две звезды — основные элементы герба Джеймса Кука, который был пожалован ему посмертно за заслуги в составлении карты Австралии.
Герб в правом верхнем углу принадлежит первому лорду-мэру Сиднея Томасу Хьюзу. Именно во время его пребывания в должности титул мэра стал титулом лорда-мэра, а городу был присвоен официальный герб.
На оставшейся части флага изображён корабль под всеми парусами, что символизирует значимость Сиднея как морского порта.

## Сейчас
По состоянию с 2024 года город находится в процессе пересмотра своих символов, в том числе и флага. Лорд-мэр Кловер Мур заявила, что флаг не содержит упоминания коренных австралийцев.